# Metal Mind Productions
Metal Mind Productions, abrégé MMP, aussi appelé Metal Mind Records, est un label discographique polonais de heavy metal, basé à Katowice

## Histoire
Le label est fondé en 1987 à Katowice par Tomasz Dziubiński, et est l'un des plus grands labels indépendants polonais. MMP possède plus d'un millier de licences et vend plus de 10 millions de disques. Le label publie principalement des albums de heavy metal et rock. En tant que distributeur, Metal Mind Productions coopère avec Roadrunner Records, MVD, Sony Music et Plastic Head, entre autres. MMP est également l'éditeur du plus ancien magazine de metal en Pologne - Metal Hammer (publié depuis 1990).
En tant qu'agence de concerts, MMP organise chaque année Metalmania, le plus grand festival de metal d'Europe centrale et orientale. Au total, Metal Mind Productions organise plus d'un millier de concerts en Pologne, dont Monsters of Rock en 1991. Depuis 2002, le label édite des DVD. En 2005, il sort plus de 60 titres, dont des concerts de Deep Purple, Tiamat, TSA, Perfect, Armia et Acid Drinkers. entre autres.
En 2006, Metal Mind Productions signe un contrat de licence multiple avec Roadrunner Records pour son catalogue, qui comprend Solitude Aeturnus, Willard, Trojan, Atrocity, Crimson Glory, Front Line Assembly, Violent Force, Acrophet, Amen, Atrophy, Heathen, Realm, Xentrix, Defiance, Disincarnate, Pestilence, Last Crack, Znowhite, Sadus, Toxik, Bulldozer et Gorguts. En 2008, le label signe un accord similaire avec Nuclear Blast pour son catalogue.
Le 16 décembre 2010, le fondateur du label, Tomasz Dziubiński, décède. Après la mort de Tomasz Dziubiński, le poste de président de Metal Mind est repris par sa femme Mariola Dziubińska,.

## Groupes et artistes
- 2TM2,3
- Acid Drinkers
- Anal Stench
- Ankh
- Arena
- Armia
- Artillery
- Artrosis
- Asgaard
- Bright Ophidia
- Cemetery of Scream
- Chainsaw
- Closterkeller
- Corruption
- Dance on Glass
- Dark Tranquillity
- Darzamat
- Decapitated
- Deep Purple
- Defiance
- Delight
- Desdemona
- Dezerter
- Diamond Head
- Dies Irae
- Enslaved
- Exodus
- The Exploited
- Gordon Haskell
- Green Carnation
- Grindcore
- Hate
- Hedfirst
- Homo Twist
- Horde
- Hunter
- Illusion
- Jadis
- Jan Kyks Skrzek
- John Wetton
- Krzak
- Landmarq
- Leszek Winder
- Lizard
- Luna Ad Noctum
- Malevolent Creation
- Yngwie J. Malmsteen
- Massacra
- Mech
- Mess Age
- Michael Schenker Group
- Młynek Kawowy
- Moonlight
- Mortification
- Naamah
- The No-Mads
- None
- Optimum Wound Profile
- Opprobrium
- Pain
- Paul Di'Anno
- Pendragon
- Proletaryat
- Rotting Christ
- SBB
- Sacriversum
- Satellite
- Serpentia
- Sirrah
- Sub Rosa
- Tomasz Stańko
- StrommoussHeld
- Sui Generis Umbra
- Tenebrosus
- Thy Disease
- TSA
- Turbo
- Via Mistica